# San Juan (Siquijor)
San Juan è una municipalità di quinta classe delle Filippine, situata nella Provincia di Siquijor, nella regione di Visayas Centrale.
San Juan è formata da 15 baranggay:
- Canasagan
- Candura
- Cangmunag
- Cansayang
- Catulayan
- Lala-o
- Maite
- Napo
- Paliton
- Poblacion
- Solangon
- Tag-ibo
- Tambisan
- Timbaon
- Tubod